# آتش سبز
آتش سبز فیلمی به کارگردانی و نویسندگی محمدرضا اصلانی محصول سال ۱۳۸۶ است.

## داستان فیلم
داستان آتش سبز برگرفته از روایت کهن و اساطیری سنگ صبور است.
سنگ صبور، روایت دختری به نام ناردانه است که ندایی درونی بر او می‌گوید: «با مردی مرده وصلت خواهد کرد.» روزی ناردانه به‌طور ناگهانی وارد قلعه‌ای کهن می‌شود. در اتاقی از اتاق‌های این قلعهٔ افسانه‌ای، مردی مرده می‌یابد با هفت پیکان در بدن. کتابی در اتاق است، ناردانه کتاب را برداشته و می‌خواند «بسم رب‌العزت»، این کتاب هفت حدیث دارد و ناردانه باید هر روز یک حدیث بخواند و تنها روزی یک مغز بادام بخورد و پس از هرروز یک تیر (سوزن) از تن مرد بیرون آورد و در پایان حدیث هفتم مرد مرده زنده شده و با او وصلت خواهد کرد.
همایون شجریان در بخش‌هایی از فیلم آتش سبز آواز می‌خواند.

## بازیگران
- عزت‌الله انتظامی
- مینا وحید
- مهدی احمدی
- مهتاب کرامتی
- فرخ نعمتی
- آهو خردمند
- پگاه آهنگرانی
- هوشنگ قوانلو

## جوایز

### بیست و ششمین دوره جشنواره فیلم فجر
| بخش                      | نامزد                           | نتیجه    |
| ------------------------ | ------------------------------- | -------- |
| بهترین موسیقی متن        | محمدرضا درویشی                  | نامزدشده |
| بهترین صدابرداری         | ایرج شهزادی                     | برنده    |
| بهترین طراحی صحنه و لباس | ژیلا مهرجویی و شعله نواب تهرانی | برنده    |
| بهترین چهره‌پردازی        | محسن ملکی                       | نامزدشده |
| بهترین فیلم از نگاه ملی  | قاسم قلی‌پور                     | نامزدشده |

### یازدهمین دوره جشن حافظ
| بخش                      | نامزد                           | نتیجه    |
| ------------------------ | ------------------------------- | -------- |
| بهترین فیلم              | قاسم قلی‌پور                     | نامزدشده |
| بهترین کارگردانی         | محمدرضا اصلانی                  | نامزدشده |
| بهترین بازیگر زن سینما   | مهتاب کرامتی                    | نامزدشده |
| بهترین موسیقی متن        | محمدرضا درویشی                  | برنده    |
| بهترین طراحی صحنه و لباس | ژیلا مهرجویی و شعله نواب تهرانی | نامزدشده |
| بهترین چهره‌پردازی        | محسن ملکی                       | نامزدشده |
| جایزه ویژه هیئت داوران   | محمدرضا اصلانی                  | برنده    |